# Li Huayun
Li Huayun (en chino, 李华筠; Shandong, China; 22 de septiembre de 1963) es un exfutbolista de China que jugaba en la posición de delantero.

## Carrera

### Club
Jugó toda su carrera con el Liaoning FC de 1980 a 1991, con el que ganó cinco campeonatos nacionales y dos de copa, además de un torneo continental.

### Selección nacional
Jugó para China de 1983 a 1987 con la que disputó 25 partidos y anotó siete goles, logrando el subcampeonato de la Copa Asiática 1984.

## Logros
- Campeonato Nacional Chino: 1

1985
- Liga Jia-A: 3

1987, 1988, 1990, 1991
- Copa de China de fútbol: 2

1984, 1986
- Copa de Clubes de Asia: 1

1990